# Irish Premier League w piłce siatkowej mężczyzn (2020/2021)
Irish Premier League 2020/2021 – rozgrywki o ligowe mistrzostwo Irlandii zorganizowane przez Volleyball Ireland. Zainaugurowane zostały 11 października 2020 roku. 
W rozgrywkach uczestniczyło siedem drużyn. Pierwotnie miały one rozegrać między sobą po dwa spotkania systemem kołowym (mecz u siebie i rewanż na wyjeździe). Ze względu na sytuację w związku z pandemią COVID-19 w listopadzie 2020 roku zdecydowano, iż rozegrana zostanie tylko jedna runda spotkań. Ostatecznie 28 marca 2021 roku z powodu przedłużających się restrykcji obowiązujących w Irlandii podjęto decyzję o zakończeniu sezonu bez wyłonienia zwycięzcy i uznaniu go za niebyły.
W sezonie 2020/2021 żaden irlandzki klub nie występował w europejskich pucharach.

## Drużyny uczestniczące
| | Premier League 2020/2021 |   |
| --- | ------------------------ | - |
| UCD | UCD                      | 1 |
| ALI | Aer Lingus               | 2 |
| DVC A | DVC Abu                  | 3 |
| TAL | Tallaght Rockets         | 4 |
| ITC | IT Carlow                | 5 |
| DVC B | DVC Bravo                | 6 |
| GLW | Galway                   | 7 |
| Oznaczenia: - kolumna pierwsza – skróty nazw drużyn wpisane na mapie (jeśli ta została zamieszczona), - kolumna trzecia – miejsce zajęte przez daną drużynę w poprzednim sezonie. |                          |   |

Uwagi:
- W sezonie 2019/2020 rozgrywki z powodu szerzenia się zakażeń wirusem SARS-CoV-2 zostały przerwane i uznane za niebyłe. W tabeli podane zostały miejsca, które poszczególne zespoły zajmowały w momencie zakończenia rozgrywek.

## Hale sportowe
| Klub             | Hala sportowa              | Miejscowość |
| ---------------- | -------------------------- | ----------- |
| Aer Lingus       | ALSAA Sports Centre        | Dublin      |
| DVC Abu          | Coláiste Bríde             | Dublin      |
| DVC Bravo        | Coláiste Bríde             | Dublin      |
| Galway           | Coláiste Bhaile Chláir     | Claregalway |
| IT Carlow        | Barrow Centre              | Carlow      |
| Tallaght Rockets | Firhouse Community College | Dublin      |
| UCD              | UCD Sports Centre          | Dublin      |

## Faza zasadnicza

### Tabela wyników
| Gospodarz \ Gość1 | UCD | ALI | DVC A | TAL | ITC | DVC B | GLW |
| ----------------- | --- | --- | ----- | --- | --- | ----- | --- |
| UCD               | -   | -   | -     | -   | X   | -     | X   |
| Aer Lingus        | X   | -   | X     | -   | -   | -     | X   |
| DVC Abu           | 0:3 | -   | -     | X   | X   | X     | X   |
| Tallaght Rockets  | X   | X   | -     | -   | -   | -     | X   |
| IT Carlow         | -   | X   | -     | X   | -   | -     | -   |
| DVC Bravo         | X   | X   | -     | 0:3 | X   | -     | -   |
| Galway            | -   | -   | -     | -   | 2:3 | X     | -   |

Źródło: Volleyball Ireland (ang.)
1 Drużyna gospodarzy jest wymieniona po lewej stronie tabeli.
Kolory:
  zwycięstwo gospodarzy 3:0 lub 3:1
  zwycięstwo gospodarzy 3:2
  zwycięstwo gości 3:0 lub 3:1
  zwycięstwo gości 3:2

### Terminarz i wyniki spotkań
| Data       | Godz. | Gospodarz        | Rezultat                                | Gość             |
| ---------- | ----- | ---------------- | --------------------------------------- | ---------------- |
| 11.10.2020 | 9:00  | Galway           | 2:3 (21:25, 25:23, 19:25, 25:22, 12:15) | IT Carlow        |
| 11.10.2020 | 12:30 | DVC Bravo        | 0:3 (22:25, 19:25, 20:25)               | Tallaght Rockets |
| 11.10.2020 | 15:00 | DVC Abu          | 0:3 (23:25, 21:25, 18:25)               | UCD              |
| 23.01.2021 | 15:30 | Aer Lingus       | mecz odwołany                           | Galway           |
| 24.01.2021 | 12:30 | DVC Bravo        | mecz odwołany                           | UCD              |
| 24.01.2021 | 17:30 | DVC Abu          | mecz odwołany                           | IT Carlow        |
| 07.02.2021 | 11:00 | UCD              | mecz odwołany                           | IT Carlow        |
| 07.02.2021 | 15:00 | Tallaght Rockets | mecz odwołany                           | Galway           |
| 07.02.2021 | 15:45 | Aer Lingus       | mecz odwołany                           | DVC Abu          |
| 21.02.2021 | 12:30 | DVC Bravo        | mecz odwołany                           | IT Carlow        |
| 21.02.2021 | 15:15 | Aer Lingus       | mecz odwołany                           | UCD              |
| 21.02.2021 | 17:30 | DVC Abu          | mecz odwołany                           | Tallaght Rockets |
| 06.03.2021 | 14:30 | IT Carlow        | mecz odwołany                           | Aer Lingus       |
| 07.03.2021 | 14:30 | Galway           | mecz odwołany                           | DVC Bravo        |
| 07.03.2021 | 15:00 | Tallaght Rockets | mecz odwołany                           | UCD              |
| 27.03.2021 | 10:30 | IT Carlow        | mecz odwołany                           | Tallaght Rockets |
| 28.03.2021 | 10:00 | DVC Bravo        | mecz odwołany                           | Aer Lingus       |
| 28.03.2021 | 17:30 | DVC Abu          | mecz odwołany                           | Galway           |
| 11.04.2021 | 11:00 | UCD              | mecz odwołany                           | Galway           |
| 11.04.2021 | 15:00 | DVC Abu          | mecz odwołany                           | DVC Bravo        |
| 11.04.2021 | 15:00 | Tallaght Rockets | mecz odwołany                           | Aer Lingus       |

### Tabela
| Lp. | Drużyna          | Pkt | Mecze | Mecze | Mecze | Rodzaj wyniku | Rodzaj wyniku | Rodzaj wyniku | Rodzaj wyniku | Rodzaj wyniku | Rodzaj wyniku | Sety | Sety | Sety | Małe punkty | Małe punkty | Małe punkty |
| Lp. | Drużyna          | Pkt | M     | W     | P     | 3:0           | 3:1           | 3:2           | 2:3           | 1:3           | 0:3           | wyg. | prz. | +/–  | zdob.       | str.        | +/–         |
| --- | ---------------- | --- | ----- | ----- | ----- | ------------- | ------------- | ------------- | ------------- | ------------- | ------------- | ---- | ---- | ---- | ----------- | ----------- | ----------- |
| 1   | Tallaght Rockets | 3   | 1     | 1     | 0     | 1             | 0             | 0             | 0             | 0             | 0             | 3    | 0    | +3   | 75          | 61          | +14         |
| 2   | UCD              | 3   | 1     | 1     | 0     | 1             | 0             | 0             | 0             | 0             | 0             | 3    | 0    | +3   | 75          | 62          | +13         |
| 3   | IT Carlow        | 2   | 1     | 1     | 0     | 0             | 0             | 1             | 0             | 0             | 0             | 3    | 2    | +1   | 110         | 102         | +8          |
| 4   | Galway           | 1   | 1     | 0     | 1     | 0             | 0             | 0             | 1             | 0             | 0             | 2    | 3    | −1   | 102         | 110         | −8          |
| 5   | Aer Lingus       | 0   | 0     | 0     | 0     | 0             | 0             | 0             | 0             | 0             | 0             | 0    | 0    | 0    | 0           | 0           | 0           |
| 6   | DVC Abu          | 0   | 1     | 0     | 1     | 0             | 0             | 0             | 0             | 0             | 1             | 0    | 3    | −3   | 62          | 75          | −13         |
| 7   | DVC Bravo        | 0   | 1     | 0     | 1     | 0             | 0             | 0             | 0             | 0             | 1             | 0    | 3    | −3   | 61          | 75          | −14         |

Źródło: Volleyball Ireland (ang.)
Punktacja: 3:0 i 3:1 – 3 pkt; 3:2 – 2 pkt; 2:3 – 1 pkt; 1:3 i 0:3 – 0 pkt
Zasady ustalania kolejności: 1. liczba punktów; 2. liczba zwycięstw; 3. bilans setów; 4. liczba wygranych setów; 5. bilans setów w meczach pomiędzy drużynami z tą samą liczbą punktów; 6. bilans małych punktów; 7. liczba wygranych małych punktów; 8. bilans małych punktów w meczach pomiędzy drużynami z tą samą liczbą punktów